# 静岡家庭裁判所
静岡家庭裁判所（しずおかかていさいばんしょ）は、静岡県静岡市にある日本の家庭裁判所の一つで、静岡県を管轄している。略称は、静岡家裁（しずおかかさい）。浜松、掛川、沼津、富士、下田に支部を、熱海、島田に出張所を置いている。
静岡家庭裁判所の支部は静岡地方裁判所支部に併設されている。また、支部・出張所には簡易裁判所が併設されている。

## 所在地
- 本庁：静岡市葵区城内町1-20　北緯34度58分57.5秒 東経138度22分53.7秒 / 北緯34.982639度 東経138.381583度
東海道新幹線, JR東海道線 静岡駅北口から徒歩25分, 又は県立総合病院行き又は麻機行きバスで約12分，英和女学院前下車徒歩5分
- 浜松支部：静岡県浜松市中央区中央1丁目12-5　北緯34度42分38.9秒 東経137度44分9.4秒 / 北緯34.710806度 東経137.735944度
東海道新幹線, JR東海道線 浜松駅北口･広小路地下道出口C番から北へ徒歩約10分
遠州鉄道鉄道線 遠州病院駅から東へ徒歩約5分
- 掛川支部：静岡県掛川市亀の甲2丁目16-1　北緯34度45分58.2秒 東経138度0分41.4秒 / 北緯34.766167度 東経138.011500度
東海道新幹線, JR東海道線, 天竜浜名湖鉄道天竜浜名湖線 掛川駅南口から徒歩約10分
- 沼津支部：静岡県沼津市御幸町21-1　北緯35度5分39.8秒 東経138度51分54.1秒 / 北緯35.094389度 東経138.865028度
JR東海道線, 御殿場線 沼津駅南口から徒歩15分，又はバス（駅7番線乗場）で約7分の裁判所前下車
- 富士支部：静岡県富士市中央町2丁目7-1　北緯35度9分37.3秒 東経138度40分53.8秒 / 北緯35.160361度 東経138.681611度
JR東海道線, 身延線 富士駅からバス吉原中央駅行き（1時間に2から3本程度）で約15分（日中時）の市役所前下車徒歩5分 又は富士見台団地行き（1時間に1本程度）で約15分（日中時）の裁判所前下車
東海道新幹線 新富士駅からタクシーで約15分
岳南電車岳南線 ジヤトコ前駅下車徒歩15分
- 下田支部：静岡県下田市4丁目7-34　北緯34度40分23.4秒 東経138度56分28.9秒 / 北緯34.673167度 東経138.941361度
伊豆急行線 伊豆急下田駅から徒歩約10分
- 熱海出張所:静岡県熱海市春日町3-14　北緯35度6分8.2秒 東経139度4分46.4秒 / 北緯35.102278度 東経139.079556度
東海道新幹線, JR東海道線, 伊東線 熱海駅から徒歩約5分
- 島田出張所:静岡県島田市中溝4-11-10　北緯34度50分12.4秒 東経138度10分19.7秒 / 北緯34.836778度 東経138.172139度
JR東海道線 島田駅から徒歩約10分

## 管轄区域
- 本庁
  - 静岡市、焼津市
- 島田出張所
  - 島田市、藤枝市、御前崎市（旧浜岡町域を除く）、牧之原市、榛原郡吉田町、川根本町
- 浜松支部
  - 浜松市、磐田市、袋井市、湖西市
- 掛川支部
  - 掛川市、御前崎市（旧浜岡町域）、菊川市、周智郡森町
- 沼津支部
  - 沼津市、三島市、御殿場市、裾野市、伊豆市、伊豆の国市、田方郡函南町、駿東郡清水町、長泉町、小山町
- 熱海出張所
  - 熱海市、伊東市
- 富士支部
  - 富士宮市、富士市
- 下田支部
  - 下田市、賀茂郡東伊豆町、河津町、南伊豆町、松崎町、西伊豆町

※ただし、掛川支部管内の合議事件・少年事件は浜松支部で、富士・下田の各支部と熱海出張所の合議事件・少年事件は沼津支部でそれぞれ取り扱う。

※島田、熱海の各出張所は、家事審判法で定める家庭に関する事件の審判及び調停のみ扱い、その他の事務は本庁（熱海出張所は沼津支部）が扱う。

## 歴代所長
- 野田愛子（1979年 - 1982年 千葉家庭裁判所所長）
- 佐藤文哉（1989年5月 - 1991年11月 前橋地方裁判所所長）
- 木村烈（2005年6月 - 2007年5月 仙台高等裁判所部総括判事）
- 櫻井登美雄（2007年5月 - 2009年1月 定年退官、日本大学大学院法務研究科教授）
- 片山良広（2009年1月 - 2011年1月 依願退官）
- 竹花俊徳（2011年1月 - 2012年10月 定年退官）
- 長谷川憲一（2012年10月18日 - 2014年10月3日 定年退官）
- 山口裕之（2014年10月4日 - 2015年12月31日 名古屋高等裁判所部総括判事）
- 山崎まさよ（2016年1月1日 - 2018年1月23日 定年退官）
- 近藤宏子（2018年1月 - ）